# Sovrani della Cachezia
Cachezia è la regione più orientale della Georgia. Fu una monarchia feudale indipendente fin dalla caduta dell'antico regno georgiano di Iberia (580 c.) finché non venne integrata nel Regno unificato della Georgia, nel 1105. Kakheti si separò, nel 1490, per formare un regno indipendente governato da un ramo della dinastia dei Bagrationi unitamente al regno confinante di Kartli, nel 1762.

## Principi di Cachezia

### Dinastia Cosroide
- c. 580-637 – Adarnase I, anche principe di Iberia fin dal 627.
- 637-650 – Stefano I, anche principe di Iberia
- 650-684 – Adarnase II, principe di Iberia
- 685-736 – Stefano II
- 736-741 – Mihr
- 736-786 – Archil “il Martire”
- 786-790 – Ioanne
- 786-807 – Juansher

### Corepiscopi
- 786-827 – Grigol
- 827-839 – Vache Kvabulidze
- 839-861 – Samuele, Donauri
- 861-881 – Gabriele, Donauri
- 881-893 – Padla I Arevmaneli

### Dinastia kvirikide
- 893-918 – Kvirike I
- 918-929 – Padla II
- 929-976 – Kvirike II
- 976-1010 – DavidE
- 1010-1029 – Kvirike III
- 1029-1039 – Annessione al Regno di Georgia

## Re di Cachezia ed Hereti

### Dinastia bagratide ([bagratuni)
- 1039-1058 – Gagik
- 1058-1084 – Aghsartan I
- 1084-1102 – Kvirike IV
- 1102-1105 – Aghsartan II

## Re di Cachezia

### Dinastia bagratide (Bagrationi)
- 1465-1476 – Giorgio I
- 1476–1511 – Alessandro I
- 1511–1513 – Giorgio II "il Cattivo"

1513–1520 – Annessione al Regno di Cartalia
- 1520–1574 – Leone
- 1574–1602 – Alessandro II
- 1602 – Davide I
- 1602–1605 – Alessandro II (restaurato)
- 1605 – Costantino I
- 1605–1614 – Teimuraz I

1614–1615 – Annessione alla Persia
- 1615–1648 – Teimuraz I (restaurato)

1616–1623 – Annessione alla Persia
- 1623–1633 – Teimuraz I (restaurato)

1633–1636 – Annessione alla Persia
- 1636–1648 – Teimuraz I (restaurato)

1648–1656 – Annessione al Regno di Cartalia
1656–1664 – Annessione alla Persia
- 1664–1675 – Archil (Shāh Nazar Khān)
- 1675–1676 – Eraclio I (Nazar Alī Khān)

1676–1703 – Annessione alla Persia
- 1703–1709– Eraclio I (restaurato)
  - 1703–1709 – principe Davide (reggente per il padre)
- 1709–1722 – Davide II (Imām Qulī Khān)
- 1722–1732 – Costantino II (Mahmūd Qulī Khān)
- 1732–1744 – Teimuraz II
- 1744–1762 – Eraclio II